# Systems Sunlight
Systems Sunlight ist ein griechischer Hersteller von Batteriesystemen. Das Unternehmen gehört der Olympia Group von Panos Germanos und ist insbesondere für seine U-Boot-Batterien bekannt.
Germanos übernahm 1991 eine Batteriefabrik in Neo Olvio, Xanthi, die 1999 umfassend modernisiert wurde.

## Standorte
(Quelle:)
- Xanthi
- Komotini (Recycling)